# Simon Sandberg
Simon Christer Sandberg, född 25 mars 1994 i Partille, är en svensk fotbollsspelare (försvarare) som spelar för IK Sirius.

## Klubkarriär
Sandbergs moderklubb är Björndammens BK. I december 2009 gick han över till BK Häckens ungdomsakademi.
I augusti 2012 flyttades Sandberg upp i BK Häckens A-lag. Sandberg gjorde allsvensk debut den 23 maj 2013 i en 3–0-vinst över Syrianska FC, där han byttes in i den 33:e minuten mot Tibor Joza.
I juli 2016 värvades Sandberg av bulgariska Levski Sofia.
Den 30 november 2017 meddelade Hammarby IF att Sandberg skrivit på ett 2-årskontrakt med klubben. Den 4 maj 2019 förlängde han sitt kontrakt fram över säsongen 2022.
Den 21 februari 2023 återvände Sandberg till BK Häcken, där han skrev på ett treårskontrakt. Den 27 juli 2024 värvades Sandberg av grekiska Lamia.
Den 24 mars 2025 värvades Sandberg av IK Sirius, där han skrev på ett halvårskontrakt. Kontraktet förlängdes senare till att gälla över säsongen 2026.

## Landslagskarriär
Den 12 januari 2020 debuterade Sandberg för Sveriges A-landslag i en 1–0-vinst över Kosovo.